# 莫謙
莫謙（1436年—？），字益之，浙江杭州府仁和縣人，明朝政治人物。進士出身。

## 生平
順天府鄉試第四十二名。天順元年（1457年）丁丑科會試第一百四十四名，殿試登進士第三甲第一百五十三名。

## 家族
曾祖莫士能。祖父莫源吉。父亲莫景忠。